# Бігова вулиця (Київ)
Бігова́ ву́лиця — вулиця в Деснянському районі міста Києва, місцевість Куликове. Пролягає від проїзду, що відходить від Братиславської вулиці до Яворівського провулку. 

## Історія
Вулиця виникла в середині XX століття під назвою Нова. Сучасну назву отримала 1957 року. 

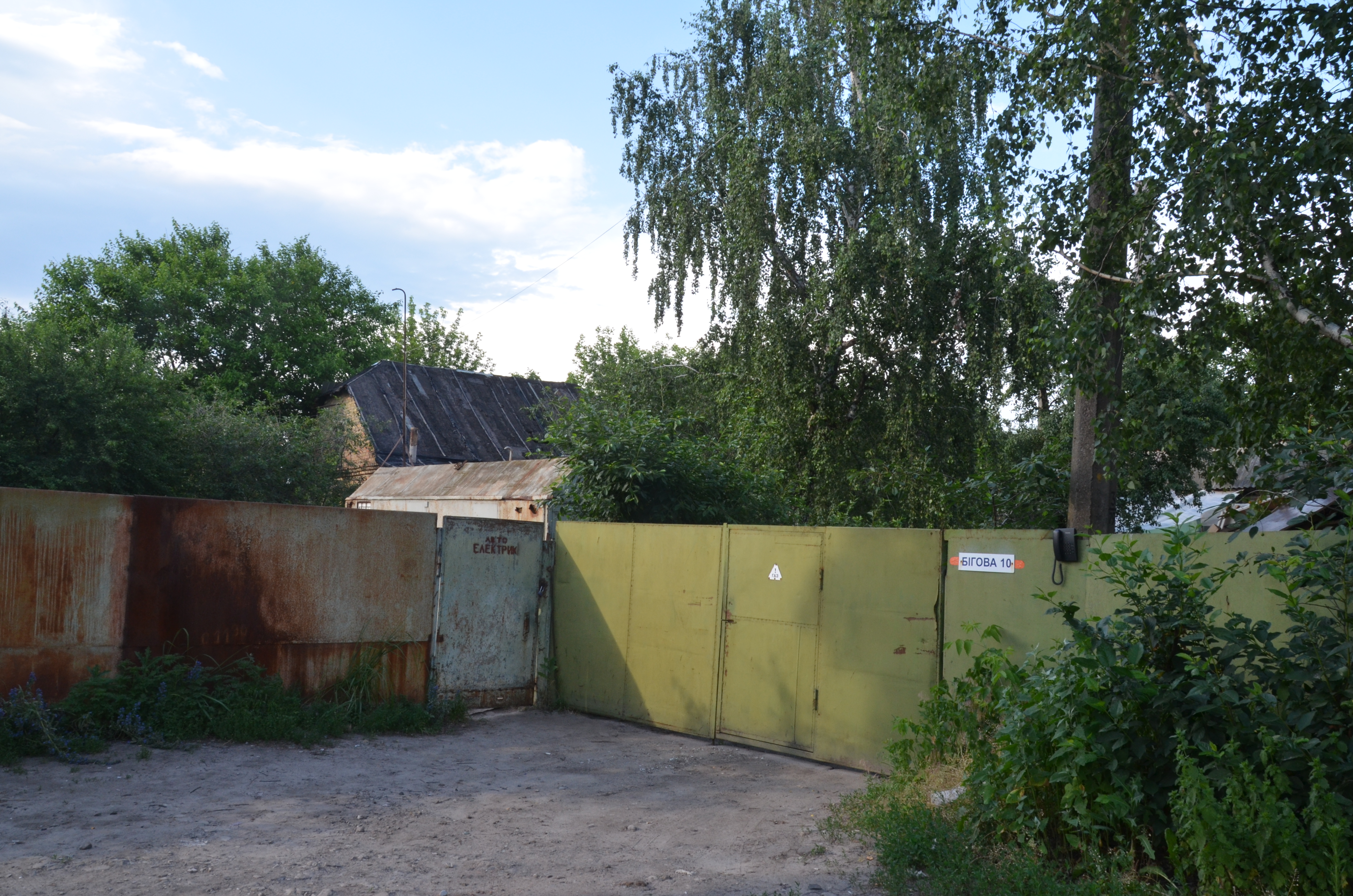
Вулиця Бігова, Київ

У 1980-х роках під час знесення старої забудови селища Куликове та будівництва житлового масиву значно вкорочена (до сучасних розмірів; первісно пролягала від вулиці Остапа Вересая до Крайньої вулиці) та ліквідована, оскільки планувалася під знесення. При цьому було знесено майже всю вуличну забудову.
Вулиця довгий час вважалася ліквідованою, у довіднику «Вулиці Києва» 1995 року потрапила в перелік зниклих вулиць. Однак частина вулиці разом із декількома одноповерховими будинками (до вулиці приписаний один) збереглася до нашого часу. 2015 року вулицю було поновлено в реєстрі, повторно внесено на карти міста.